# فورتوناگو
فورتوناگو (به ایتالیایی: Fortunago) یک کومونه در ایتالیا است که در استان پاویا واقع شده‌است.

## خصوصیات
فورتوناگو ۱۸٫۰ کیلومترمربع مساحت و ۳۸۰ نفر جمعیت دارد.